# Dúkkulísurnar
Dúkkulísurnar est un groupe musical islandais. Le groupe, actif de 1982 à 1987 et avec plusieurs retours depuis, est l'un des premiers groupes islandais composé uniquement de femmes.

## Histoire
Dúkkulísurnar, signifie « poupées » en islandais. Pendant très longtemps, le groupe se composait de la batteuse Guðbjörgá Pálsdóttir, de la claviériste Hildi Viggósdóttir, de la bassiste Erla Ingadóttir, de la chanteuse Erla Ragnarsdóttir (plus tard animatrice de radio), et de la guitariste Gréta Jóna Sigurjónsdóttir (Gvendóliðurnarn et al.), qui fut la dernière d'entre eux à rejoindre le groupe (printemps 1983) mais qui a succédé à Þórunn Víðisdóttir, l'un des membres fondateurs.
En 1983, les Dúkkulísurnar participent à un concours musical pendant la Fête des commerçants à Atlavík, et parviennent à la deuxième place derrière le groupe Athena. Puis en automne de la même année, elles participent au Músíktilraunir duquel elles sortent vainqueurs. Une partie de l'argent gagnée est investie en studio pour l'enregistrement d'un premier album, homonyme, qui sort l'été suivant, en 1984. L'album est un succès, et comprend les chansons Silent Love, Skítt mö éto et Pamela (utilisée dans la série télévisée Dallas) qui ont été diffusées de nombreuses fois sur Rás 2, et qui ont atteint le top des charts islandais. Tómas Tómasson Stuðmaður, Gunnar Smári Helgason et Sigurður Bjóla étaient chargé de l'enregistrement de l'album.
Toujours en 1984, Hildur quitte le groupe et est remplacé par Harpa Þórðardóttir. Alors très demandé, le groupe emménage à Reykjavik. Elles jouent notamment au célèbre festival de la Fête des commerçants à Atlavík en présence des Beatles de Ringo Starr. Très peu de temps après, elles enregistrent leur deuxième album, Í læðum leik, qui comprend 9 chansons et qui devait initialement sortir avant Noël 1985, mais dont la sortie est finalement repoussée à l'année suivante. Comme le premier, il est également bien accueilli par la presse spécialisée locale. Après la sortie de l'album, l'activité des Dúkkulísurnar décline et ne dure que jusqu'en début de 1987.
Après leur séparation, elles se réunissent à plusieurs reprises, comme par exemple à l'occasion du cinquantième anniversaire d'Egilsstaða kaupstaðar en 1997 et sortent une chanson en 2004. Le groupe se reforme ensuite en 2007 avec Guðbjörg, Gréta, Erlans, Harpa, Hilda et Ödda María Jóhannsdóttir aux percussions. Une compilation intitulée Dúkkulísur 25, qui fête les 25 ans d'existence du groupe, sort. Le groupe a également été un invité fréquent sur des compilation au fil des ans comme Stjörnur (1984), Fyrstu árin (1991), Í laufskjóli gynala (1997), Pottgeantt 80´s (2001) et Óskalágin 6 (2002). En 2014, elles reçoivent une subvention de 600 000 ISK pour la production du film Þið eruð nú meiri dúkkulísurnar. En 2022, elles donnent un concert de Noël.
Les Dúkkulísurnar sont considérées comme l'un des premiers groupes islandais composés uniquement de femmes, voire l'avant-garde des musiciennes islandaises.

## Membres
- Guðbjörg Pálsdóttir — batterie
- Hildur Viggósdóttir — clavier
- Erla Ingadottir — basse
- Erla Ragnarsdóttir — voix
- Þórunn Vídisdóttir — guitare
- Gréta Jóna Sigurjónsdóttir — guitare
- Harpa Þórðardóttir — clavier

## Discographie
- 1984 : Dúkkulísur (album studio)
- 1986 : Í léttum leik (album studio)
- 2007 : Dúkkulísur 25 (compilation)